# Puerto de Holyhead
El Puerto de Holyhead (en galés: Porthladd Caergybi; en inglés: Port of Holyhead) es un terminal de ferries en Anglesey, Gales, que maneja más de 2 millones de pasajeros cada año. Stena Line y Irish Ferries navegan desde Holyhead a Dublín y Dun Laoghaire en Irlanda, formando el enlace principal para el transporte de superficie desde el norte de Gales y el centro y el norte de Inglaterra a Irlanda. El puerto se encuentra en parte en la isla de Holy, y en parte en la isla de Salt (galés: Ynys Halen). 
Hay acceso al puerto a través de un edificio compartido con la estación de tren de Holyhead, que es servida por la línea de la costa norte de Gales a Chester y Londres Euston.